# Кропивнянська сільська рада (Володарсько-Волинський район)
Кропивнянська сільська рада — колишня адміністративно-територіальна одиниця та орган місцевого самоврядування у Фасівському, Володарсько-Волинському (Володарському) і Черняхівському районах Коростенської і Волинської округ, Київської й Житомирської областей Української РСР та України з адміністративним центром у селі Кропивня.

## Населені пункти
Сільській раді були підпорядковані населені пункти:
- с. Кропивня
- с. Гацьківка
- с. Луковець
- с. Рудня-Гацьківка

## Населення
Кількість населення ради, станом на 1923 рік, становила 3 411 осіб, кількість дворів — 601.
Відповідно до результатів перепису населення СРСР, кількість населення ради, станом на 12 січня 1989 року, становила 1 431 особу.
Станом на 5 грудня 2001 року, відповідно до перепису населення України, кількість мешканців сільської ради становила 1 185 осіб.

## Склад ради
Рада складалася з 12 депутатів та голови.

### Керівний склад сільської ради
| ПІБ                          | Основні відомості                                                  | Дата обрання | Дата звільнення |
| ---------------------------- | ------------------------------------------------------------------ | ------------ | --------------- |
| Литвинчук Павло Петрович     | Сільський голова, 1943 року народження, освіта вища, позапартійний | 31.03.2002   | 26.03.2006      |
| Поліщук Лідія Борисівна      | Сільський голова, 1955 року народження, освіта вища, позапартійна  | 26.03.2006   | 31.10.2010      |
| Кузьменко Микола Миколайович | Сільський голова, 1962 року народження, освіта вища, безпартійний  | 31.10.2010   | 25.10.2015      |

Примітка: таблиця складена за даними джерела

## Історія
Створена 1923 року, в складі сіл Закомірня, Кропивня та хутора Луковець Ушомирської волості Коростенського повіту Волинської губернії. На 1929 рік в підпорядкуванні значиться х. Павлинівка, який, станом на 1 жовтня 1941 року, не значився на обліку населених пунктів.
Станом на 1 вересня 1946 року сільська рада входила до складу Володарсько-Волинського району Житомирської області, на обліку в раді перебували села Закомірня, Кропивня та Луковець.
З 1954 року на обліку значився х. Кропивня. 2 вересня 1954 року, відповідно до рішення Житомирського облвиконкому № 1087 «Про перечислення населених пунктів в межах районів Житомирської області», с. Закомірня передане до складу Будо-Рижанської сільської ради Володарсько-Волинського району. 28 червня 1955 року, відповідно до рішення Житомирського облвиконкому № 636 «Про зміни в адміністративно-територіальному поділі Володарсько-Волинського, Коростенського, Червоноармійського і Барашівського районів», х. Кропивня передано до складу Ставищенської сільської ради Коростенського району. 5 березня 1959 року, відповідно до рішення Житомирського облвиконкому № 161 «Про ліквідацію та зміну адміністративно-територіального поділу окремих рад області», до складу ради передані села Гацьківка Друга (згодом — Гацьківка), Гацьківка Перша та Рудня-Гацьківська (Рудня-Гацьківка) Ягодинської сільської ради Володарсько-Волинського району. Не пізніше 1961 року с. Гацьківка Перша об'єднане з с. Рудня-Гацьківка.
На 1 січня 1972 року сільська рада входила до складу Володарсько-Волинського району Житомирської області, на обліку в раді перебували села Гацьківка, Кропивня, Луковець та Рудня-Гацьківка.
Ліквідована 17 листопада 2015 року в зв'язку з об'єднанням до складу Новоборівської селищної територіальної громади Володарсько-Волинського району Житомирської області.
Входила до складу Фасівського (7.03.1923 р.), Володарсько-Волинського (Володарського, 23.09.1925 р, 8.12.1966 р.) та Черняхівського (30.12.1966 р.) районів.